# میهو کاموگاوا
میهو کاموگاوا (انگلیسی: Miho Kamogawa؛ زادهٔ ۲۷ اوت ۱۹۹۷) بازیکن فوتبال اهل ژاپن است.